# Aragorn

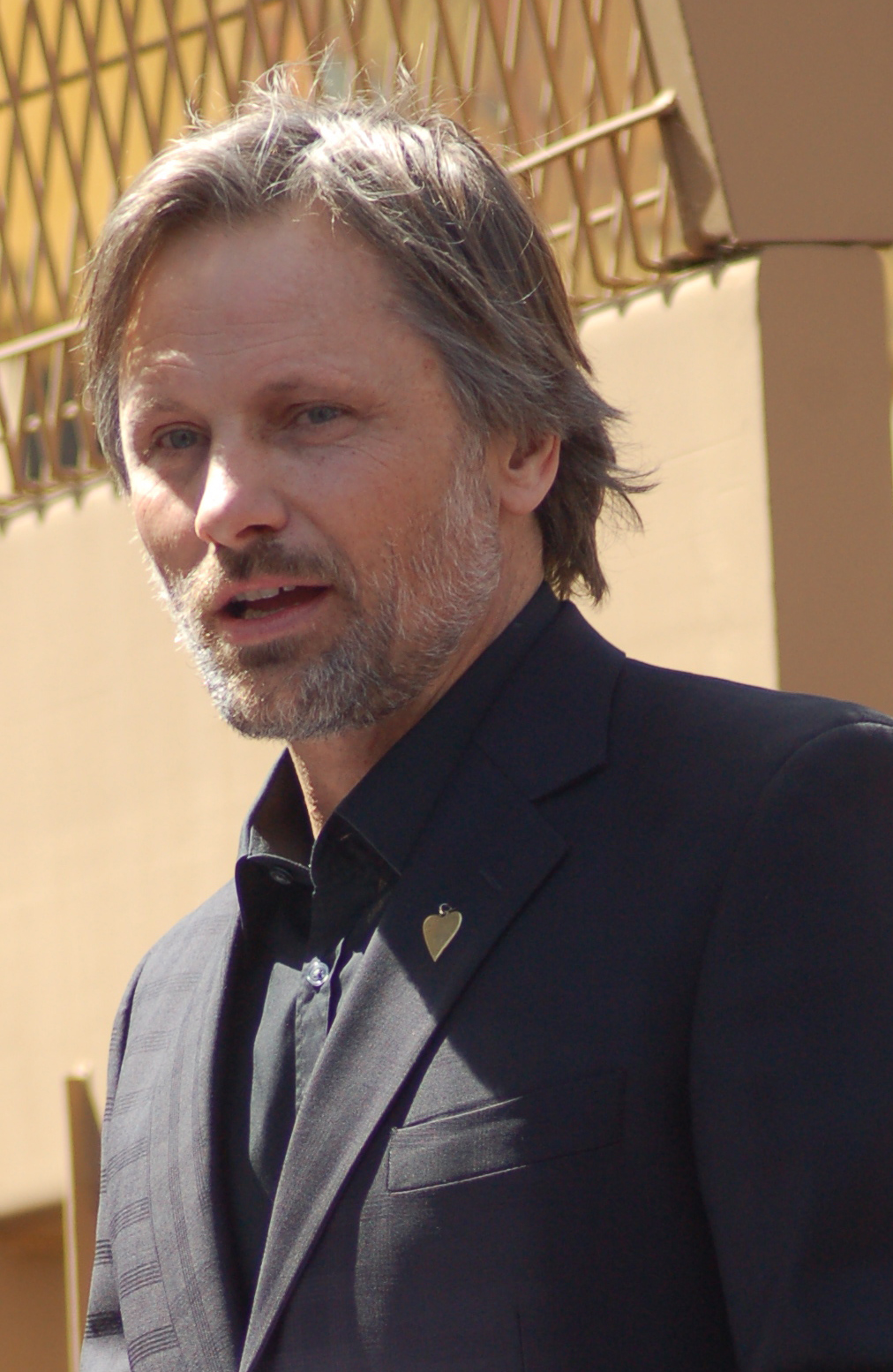
Viggo Mortensen, odtwórca roli Aragorna z trylogii Petera Jacksona (2010)

Aragorn (ur. 1 marca 2931 Trzeciej Ery, zm. 1 marca 120 Czwartej Ery) – postać ze stworzonej przez J.R.R. Tolkiena mitologii Śródziemia, jeden z głównych bohaterów powieści Tolkiena Władca Pierścieni. W filmowej trylogii Petera Jacksona wcielił się w niego Viggo Mortensen.
Był Dúnadanem, Strażnikiem Północy, synem Arathorna II i Gilraeny. Był trzydziestym dziewiątym w linii prostej potomkiem Isildura, syna Elendila, założycieli dynastii królów Gondoru i Arnoru. Nazwany został po swym przodku, Aragornie I. Jako że w jego żyłach płynęła krew trzech ras: ludzi, elfów i Majarów (przez Melianę i Elwego, Lúthien i Berena oraz Idril i Tuora), żył znacznie dłużej niż zwykli ludzie.

## Życiorys

### Dzieciństwo i młodość
Gdy Aragorn miał dwa lata, jego ojciec zginął od strzały orka, która trafiła go w oko. Ponieważ był ostatnim żyjącym potomkiem Elendila, w celu ochrony został zabrany wraz z matką do Rivendell na dwór Elronda. Tam został wychowany pod zmienionym imieniem Estel (w sin. Nadzieja), by utrzymać w tajemnicy przed szpiegami Saurona fakt istnienia dziedzica Isildura.
W wieku 20 lat, gdy osiągnął pełnoletniość, Estel dowiedział się od Elronda o swoim prawdziwym imieniu i pochodzeniu, a także otrzymał pierścień Barahira oraz szczątki Narsila, miecza Elendila.
Następnego dnia Aragorn poznał i zakochał się w Arwenie, córce Elronda.

### Jako Strażnik
Jako Aragorn II został szesnastym Wodzem Dúnedainów Północy. W latach 2950–3017 Aragorn wiele podróżował. W roku 2956 poznał Gandalfa, z którym się zaprzyjaźnił. W latach 2957–2980 odbywał dalekie wędrówki, służył w armiach Thengla, króla Rohanu, i Ectheliona II, namiestnika Gondoru. Znany był tam jako Thorongil (w sin. Orzeł Gwiazdy). Zdając sobie sprawę ze strategicznego zagrożenia, jakie stanowiła flota korsarzy z Umbaru, poprowadził wojsko Gondoru do ataku, w którym zniszczono większość floty.
W roku 2980 w Lothlórien ponownie spotkał Arwenę, wtedy też na Cerin Amroth przyrzekli sobie miłość. Elrond nie godził się jednak wydać córki za człowieka, chyba że byłby królem Arnoru i Gondoru.
Przed rokiem 3000 Gandalf zwrócił uwagę Aragorna na Shire; od tej pory Strażnicy pilnowali granic tego kraiku. Okoliczni mieszkańcy nie wiedzieli o pochodzeniu ani roli Strażników; w Bree Aragorn był znany jako Obieżyświat. W roku 3009, na prośbę Gandalfa, Aragorn udał się na poszukiwanie Golluma. Schwytał go w 3017 na Martwych Bagnach i przywiódł jako jeńca do siedziby króla Thranduila w Leśnym Królestwie.

### Wojna o Pierścień
30 września 3018 roku Aragorn spotkał w gospodzie Pod Rozbrykanym Kucykiem w Bree Froda Bagginsa i do niego dołączył. Poprowadził go do Rivendell. W trakcie tej wyprawy leczył Froda po jego zranieniu przez Czarnoksiężnika z Angmaru na Amon Sûl. Po naradzie u Elronda został jednym z Dziewięciu Towarzyszy. Poprowadził Drużynę Pierścienia po upadku Gandalfa w Morii.
Pod wodogrzmotami Rauros wyprawił w ostatnią podróż ciało Boromira i ruszył wraz z Legolasem i Gimlim w pościg za orkami Sarumana. Dotarł do Rohanu, był jednym z dowódców w bitwie o Rogaty Gród. W towarzystwie swoich kompanów – Legolasa, Gimliego oraz Szarej Drużyny – przeszedł Ścieżką Umarłych, by z pomocą Umarłych z Dunharrow pokonać korsarzy w Pelargirze. Poprowadził też liczny oddział żołnierzy Gondoru do bitwy na Polach Pelennoru, gdzie odwrócił jej przebieg. Ostatnią bitwę w czasie wojny o Pierścień stoczył pod Morannonem, by odwrócić uwagę Saurona od wnętrza Mordoru, gdzie Frodo wykonywał ostatni etap swojego zadania.
Od chwili przekucia szczątków Narsila w Andúrila Aragorn zawsze nosił go przy sobie.

### Panowanie
Po pokonaniu Saurona w wojnie o Pierścień Aragorn koronowany został na króla Zjednoczonego Królestwa Arnoru i Gondoru jako Elessar (w qya. Kamień Elfów) oraz poślubił Arwenę. Założył ród królewski Telcontar (w qya. Obieżyświat).
Zmarł w 120 roku Czwartej Ery, po 210 latach życia. Tron objął po nim jego syn Eldarion. Aragorn i Arwena mieli również kilka córek, jednak ich imiona nie zostały wymienione.

## Trotter
W pierwszych wersjach początkowych rozdziałów Władcy Pierścieni, w Bree czwórka hobbitów spotyka Strażnika imieniem Trotter. Już wówczas przebieg spotkania i kluczowe wydarzenia tego rozdziału (ale niekoniecznie jego bohaterowie) dość dokładnie odpowiadały wersji opublikowanej; Trotter był jednak wówczas jeszcze smagłym, długowłosym hobbitem, odznaczającym się m.in. noszeniem drewnianych butów. W miarę jak fabuła rozwijała się, Trotter okazał się być krewnym Bilba, który w 2970 r. TE ruszył na włóczęgę. Jego prawdziwe nazwisko brzmiało Peregrin Boffin (późniejszy hobbit o tym imieniu nazywał się w tym czasie Odo Bolger, Odo Took, a wreszcie Faramond Took), był przyjacielem Gandalfa i rezydentem Rivendell. Podobnie jak późniejszy Aragorn, na prośbę Gandalfa Trotter tropił Golluma, ale na Martwych Bagnach trafił do niewoli i był torturowany, w wyniku czego między innymi stracił stopy (stąd drewniane protezy, udające buty). Mniej więcej na tym etapie rozwoju postaci Tolkien zaczął zmieniać koncepcję i stwierdził, że lepiej będzie uczynić Trottera człowiekiem. Wówczas także doszedł do wniosku, że Strażnicy powinni być potomkami Numenorejczyków.